# Архитектура ленинградского авангарда
«Архитектура ленинградского авангарда. Путеводитель» — книга, написанная двумя авторитетными историками искусства Б. М. Кириковым и М. С. Штиглиц. Опубликована в 2008 году в Санкт-Петербургском издательском доме «Коло».
В книге рассмотрены наиболее значительные памятники ленинградской авангардной архитектуры 1920-х-1930-х годов. Данный труд является первым изданием, посвященным архитектуре рассматриваемой эпохи. «Путеводитель» дает описание не только самих памятников, но и рассказывает о методах, истории и философии конструктивизма.  На примере особо заметных памятников, относящихся концу XIX - началу XX века авторы показывают рационалистические новации в архитектуре петербургского модерна, которые предвосхитили творческие искания следующих десятилетий.
В книгу включены 50 памятников периода авангарда, сгруппированные по районам Петербурга. Книга снабжена иллюстрациями, схемами, чертежами (в том числе и неосуществленных проектов), архивными фотографиями и картами, по которым читатель может определить местонахождение памятника.
В издании использованы фотографии В. Ф. Егоровского, В. Т. Верещагина, В. А. Давыдова, С. А. Булачевой, А. В. Вознесенского, Б. М. Кирикова, О. Б. Кириковой, О. В. Петровой, М. С. Штиглиц, а также историческая съемка из фондов ЦГАКФФД (СПб.).
Выпуск издания приурочен к 8 Российско-Германскому форуму «Петербургский диалог».

## Содержание книги

### Предисловие
Рубеж XIX – XX века привнес существенные изменения в ход развития архитектуры, вместо эпохи историзма пришла эпоха модерна. Модерн прошёл стремительную эволюцию от образной и декоративной усложненности к ясной рациональности, строгому лаконизму, геометризации, очищению форм.
Мастерами воплотившими идею модерна в городской архитектуре стали Г.В. Барановский, В.И. Шене, Р.Ф. Мельцер, Ф.И. Лидваль, А.И. фон Гоген, В. П. Апышков, К.К. Шмидт, Н. В. Васильев, А. Ф. Бубырь. Структурные принципы модерна наиболее полно реализовались в строительстве особняков и некоторых общественных зданиях. 
В русле модерна зародилось протоконструктивисткое направление, которое объединило в себе четкую функциональную организацию и новое эстетическое осмысление. Модерн потеснил неоклассика, ставшая «петербургским возрождением».
Приметами того времени стали крупногабаритные постройки нового типа: универмаги, жилые комплексы для рабочих, народные дома.
Основными архитекторами данного периода стали как признанные раньше мастера ретростиля – И.А. Фомин, В.А. Щуко, Л.А. Ильин, А. Е. Белогруд, так и новые восходящие звезды градостроительства – Л.В. Руднев, Н.А. Троцкий, Д.П. Бурышкин, И.Г. Лангбард. Несмотря на то, что неоклассицизм являлся антиподом модерну, два этих стиля часто взаимодействовали. 
В 1925-1927 году Ленинградские архитекторы начинают обращаться к авангарду. Начинается активное строительство в периферийных районах города новых жилмассивов для рабочих, школ, стадионов, больниц, фабрик-кухонь.  Принципы новой архитектуры были реализованы в работах А.С. Никольского, Г.А. Симонова, А.И. Гегелло, А.А. Оля и других.
«Важнейшей особенностью ленинградской школы, независимо от индивидуальных предпочтений ее мастеров, являлось повышенное внимание к выразительности художественной формы.»
Коренное перелом в авангарде произошёл в начале 1930-х годов, в связи с проектированием в Москве Дворца Советов, отныне заказчик требовал «торжественную монументальность, обличенную в традиционные классические формы». Конструктивизм переродился в постконструктивизм, который впоследствии сменил неоклассикой. 

### Петербургский Пролог. Архитектурные памятники периода модерна
В данном разделе авторы предлагают к изучению основные постулаты и принципы архитектуры конца XIX — начала XX веков. Исследованию подвергаются памятники эклектики и позднего модерна, предвосхитившие новации в градостроении 1920-х — 1930-х годов. Однако между рационалистической линией петербургского модерна и авангардной архитектурой нет прямой связи. Ведь в 1910-х годах модерн был вытеснен неоклассицизмом, ориентировавшимся на воссоздание стилевых черт Старого Петербурга. Вплоть до 1920-х годов, перешагнув через революцию, неоклассическое движение продолжило доминировать в архитектуре, сдерживая новаторские поиски.
Список памятников, рассмотренных в первой главе:
1. Доходный дом Г. В. Барановского. Улица Достоевского, 36
2. Тенишевское училище. Моховая улица, 33-35
3. Ортопедический институт. Александровский парк, 5
4. Гаванский рабочий городок. Малый проспект В. О., 69, 71; Гаванская улица, 47
5. Особняк М. Ф. Кшесинской. Улица Куйбышева, 2-4
6. Особняк С. Н. Чаева. Улица Рентгена, 9
7. Универмаг «Эсдерс и Схейфальс». Набережная реки Мойки, 73
8. Женская гимназия Э. П. Шаффе. 5-ялиния, 16
9. Мельница и элеватор Акционерного общества товарных складов. Проспект Обуховской Обороны, 7
10. Универмаг Гвардейского экономического общества. Большая Конюшенная улица, 21-23
11. Гаражи автомобильной фирмы К. Л. Крюммеля. Ковенский переулок, 5; Дивенская улица, 9
12. Доходный дом Н. П. Демидова. Большой проспект В. О., 50
13. Доходный дом Латышской церкви. Загородный проспект, 64.
14. Магазин фирмы Ф. Л. Мертенса. Невский проспект, 21
15. Новый Пассаж. Литейный проспект, 57

### Архитектура Ленинградского Авангарда. Пятьдесят памятников
Это основная часть книги, отсылающая читателя к различным районам города, затрагивая Кировский, Невский, Московский, Петроградский, Центральный, Василеостровский районы и Выборгскую сторону.
Так, авторами книги подробно разбирается устройство и архитектурные особенности таких объектов, как Кировский универмаг, трикотажная фабрика «Красное знамя» и водонапорная башня завода «Красный гвоздильщик».
Список памятников, рассмотренных в данной главе:
Кировский район
1. Жилой комплекс на Тракторной улице
2. Серафимовский участок. Проспект Стачек, 29-35
3. Школа имени 10-летия Октября. Проспект Стачек, 5
4. Дворец культуры имени А. М. Горького. Площадь Стачек, 4
5. Дом технической учёбы. Улица Ивана Черных, 4.
6. Универмаг и фабрика-кухня Кировского района. Площадь Стачек, 4
7. Ушаковские бани «Гигант». Улица Зои Космодемьянской, 7
8. Профилакторий Кировского района. Улица Косинова, 19
9. Кировский райсовет. Проспект Стачек, 18 .
10. Школа. Проспект Стачек, 30
11. Дворец культуры имени И. И. Газа. Проспект Стачек, 72

Невский район
1. ТЭЦ «Красный Октябрь». Октябрьская набережная, 108
2. Палевский жилмассив. Проспект Елизарова, 4-8; улица Ольги Берггольц, 3-7
3. Жилмассив рабочих-текстильщиков. Улица Ткачей; улица Бабушкина
4. Дом культуры текстильщиков. Проспект Обуховской Обороны, 105
5. Дом культуры имени В. И. Ленина. Проспект Обуховской Обороны, 223
6. Профилакторий «Текстильщица» Невского района. Проспект Елизарова, 32
7. Школа. Улица Ткачей, 9
8. Школа. Большой Смоленский проспект, 36
9. Мельничный комбинат имени С. М. Кирова. Проспект Обуховской Обороны, 45

Московский район
1. Заставная (Московская) пожарная часть. Московский проспект, 116
2. Дом культуры имени Ильича. Московский проспект, 152
3. Дом культуры Союза кожевников имени В. П. Капранова. Московский проспект, 97
4. Московский райсовет. Московский проспект, 129
5. Мясокомбинат имени С. М. Кирова. Московское шоссе, 13

Выборгская сторона
1. Главная понижающая подстанция Волховской ГЭС. Полюстровский проспект, 46
2. Бабуринский жилмассив. Улица Смолячкова, 14; Лесной проспект, 34-36
3. Кондратьевский жилмассив. Кондратьевский проспект, 40
4. Жилмассивы на Лесном проспекте. Лесной проспект, 37, 39, 59, 61, 65
5. Круглые бани. Площадь Мужества
6. Школа. Политехническая улица, 22
7. Школа. Кантемировская улица, 30
8. Фабрика-кухня Выборгского района. Большой Сампсониевский проспект, 45

Петроградский район
1. Трикотажная фабрика «Красное Знамя». Пионерская улица, 53
2. Левашовский хлебозавод. Барочная улица, 4
3. Административное здание завода «Полиграфмаш». Проспект Медиков, 5
4. Кооперативный дом совторгслужащих. Каменноостровский проспект, 55
5. Дом-коммуна Общества политкаторжан. Троицкая площадь, 1
6. Первый жилой дом Ленсовета. Набережная реки Карповки, 13
7. Дворец культуры имени Ленсовета. Каменноостровский проспект, 42
8. Академия железнодорожного транспорта имени т. Сталина. Кронверкский проспект, 9
9. Стадион «Динамо». Проспект Динамо, 44
10. Жилой дом Свирьстроя. Малый проспект П. С., 84-86

Василеостровский район
1. Фабрика-кухня Василеостровского района. Большой проспект В. О., 68
2. Водонапорная башня и канатный цех завода «Красный гвоздильщик». 25 линия, 6
3. Дворец культуры имени С. М. Кирова. Большой проспект В. О., 83

Центральные районы
1. Хлебозавод имени 10-летия Октября. Херсонская улица, 22
2. Больница имени С. П. Боткина. Миргородская улица, 3
3. Жилой комплекс фабрики «Красный треугольник». Старо-Петергофский проспект, 21
4. Здание НКВД (КГБ). Литейный проспект, 4.

### Avant-Garde Architecture. A Guide
В данной части книги содержатся аннотации к каждому разделу на английском языке.